# Sufficiently Breathless
| Оценки критиков | Оценки критиков |
| Источник        | Оценка          |
| --------------- | --------------- |
| Allmusic        | [ 1 ]           |

 Sufficiently Breathless — второй студийный альбом группы Captain Beyond, выпущенный в 1973 году. Альбом выдержан в более джазовом саунде в отличие от своего предшественника. Во время записи релиза оригинального барабанщика и автора песен Бобби Колдуэлла заменил Марти Родригес и впоследствии автором всех песен на альбоме стал Ли Дорман.

## Список композиций
Автор всех песен — Ли Дорман.

### Сторона 1
1. «Sufficiently Breathless» — 5:15
2. «Bright Blue Tango» — 4:11
3. «Drifting in Space» — 3:12
4. «Evil Men» — 4:51

### Сторона 2
1. «Starglow Energy» — 5:04
2. «Distant Sun» — 4:42
3. «Voyages of Past Travellers» — 1:46
4. «Everything’s a Circle» — 4:14

## Участники записи
- Род Эванс — ведущий и гармонический вокалы
- Ларри «Рино» Рейнхардт — ведущая гитара, акустическая гитара, слайд-гитара
- Ли Дорман — бас-гитара
- Марти Родригес — ударные, бэк-вокал
- Риз Уайменс[англ.] — электрическое фортепиано, акустическое фортепиано
- Джулли Гарсиа — конги, тимбал, перкуссия

Дополнительный персонал
- Пол Хорнсби[англ.] — орган в треке «Starglow Energy»

## Чарты
| Год  | Чарт                      | Высшая позиция |
| ---- | ------------------------- | -------------- |
| 1973 | U.S. Billboard Pop Albums | 90             |